# برايان بارون
برايان بارون (بالإنجليزية: Brian Barron)‏ هو مراسل عسكري وصحفي بريطاني، ولد في 28 أبريل 1940 في برستل في المملكة المتحدة، وتوفي في 16 سبتمبر 2009 في سانت ايفيس في المملكة المتحدة بسبب سرطان.

## وصلات خارجية
- برايان بارون على موقع IMDb (الإنجليزية)
- برايان بارون على موقع كينوبويسك (الروسية)